# Strumigenys formosa
Strumigenys formosa (лат.) — вид мелких муравьёв из трибы Attini (ранее в Dacetini, подсемейство Myrmicinae). Название дано по имени места обнаружения типовой серии на острове Тайвань (от устаревшего португальского колониального названия Formosa).

## Распространение
Китай (Гонконг), Тайвань.

## Описание
Длина желтовато-коричневого тела около 2 мм. Усики 6-члениковые. Длина головы (HL) 0,35 мм, ширина головы (HW) 0,38 мм. От близких видов отличается следующими признаками: задний край головы сильно вогнутый; вершинные углы образуют два заметных выступа. При виде анфас прижатые лопатчатые волоски достигают только верхней половины наличника. Мандибулы короткие, узкие. Хищный вид, предположительно, как и другие представители рода, охотится на мелкие виды почвенных членистоногих.
Вид был впервые описан в 1995 году по материалам из Тайваня под первоначальным названием Epitritus formosus Terayama, Lin & Wu, 1995, но с 1999 года трактовался как Pyramica formosa, а в 2007 году получил новое имя. Вид включён в состав видовой группы Strumigenys murphyi-group. Отсутствие приплюснутых волосков на внутреннем крае жвал отличает его от Strumigenys dyschima, Strumigenys hemisobek и Strumigenys murphyi. Все волоски на скапусе загнуты к его основанию, в отличие от Strumigenys nannosobek, у которого волоски обращены к вершине. У гонконгского экземпляра задний край головы глубоко вогнутый, в отличие от других видов группы S. murphyi.